# Brig
Brig, oficialmente Brig-Glis (en francés Brigue-Glis, en italiano Briga-Glis) es una ciudad y comuna suiza del cantón del Valais, capital del distrito de Brig. 
La ciudad fue nombrada Ciudad de los Alpes 2008.

## Geografía

Foto aérea (1949)

La ciudad de Brig es una pequeña villa histórica situada en la intersección de la ruta del Simplon en los Alpes valaisanos y de la que lleva al glaciar del Ródano y a los pasos del Grimsel y de Furka, en los Alpes berneses. Además, la ciudad está dotada de una importante estación ferroviaria fronteriza en el portal norte del túnel de Simplon, que une a Suiza con Italia.
Brig-Glis se encuentra entre los Alpes berneses del sur y los Alpes del Valais del norte, en la confluencia de la Saltina y el Ródano. El término municipal se extiende desde el fondo del valle hasta el Spitzhorli, que pertenece al Weissmiesgruppe y es ubicado al oeste-noroeste del Simplonpass que recoge.
Como parte de la Ruta europea 62, la Hauptstrasse 9, que se ha desarrollado en tramos como Autobahn 9, atraviesa Brig-Glis corre hacia el sur hasta Simplon Pass y luego hacia Italia. Hauptstrasse 19 se bifurca desde esta carretera en el área municipal occidental, que corre hacia el noreste sobre el Furkapass hacia el Rheintal en el Canton Graubünden.
Brig-Glis consta de Brig, Glis (con la aldea de Gamsen) y Brigerbad. Los municipios vecinos en el distrito de Brig son Naters, Termen, Ried-Brig y Simplon y en el distrito de Visp Lalden, Visp y Visperterminen. Con los tres primeros de estos municipios, es una aglomeración de alrededor de 30.000 habitantes.
Geográficamente la comuna limita al norte con las comunas de Mund y Naters, al este con Termen y Ried-Brig, al sur con Simplon y Visperterminen, y al oeste con Visp y Lalden.

## Historia

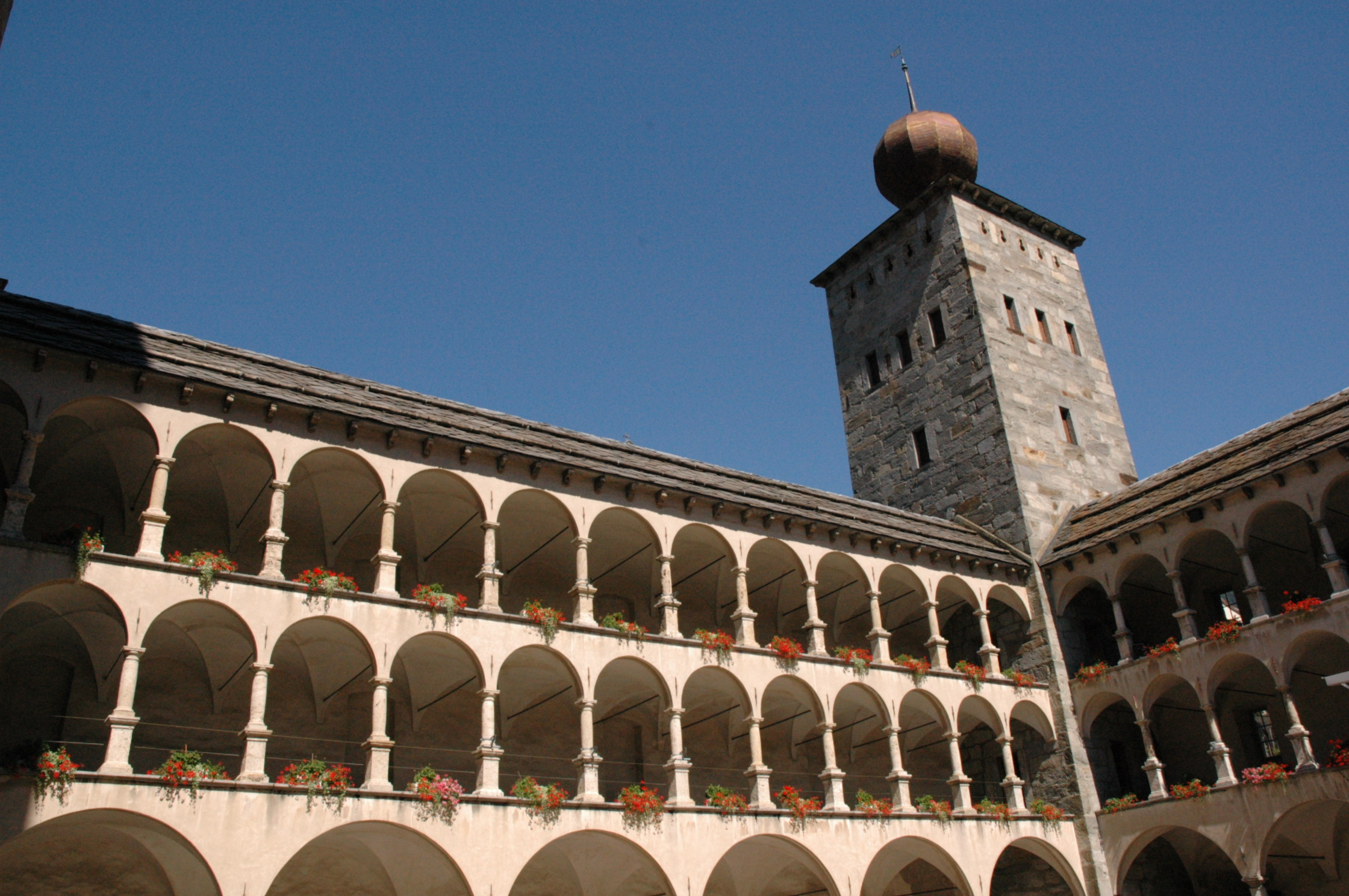
Palacio Stockalper en Brig.

El lugar fue mencionado por primera vez en 1215, aunque Brig no adquirió el rango de ciudad hasta el siglo XVII, época en la que la ciudad conoció su época dorada gracias al desarrollo impulsado por Kaspar Jodok von Stockalper (1609-1691), llamado el Rey del Simplon.
La comuna moderna fue formada en 1 de enero de , tras la fusión de las antiguas comunas de Brig, Brigerbad y Glis. El centro principal se encuentra en la localidad de Brig. El 24 de septiembre de 1993, la ciudad fue parcialmente asolada por las inundaciones causadas por el desbordamiento del río Saltina. Desde entonces, su rostro se ha desarrollado significativamente debido a la intensa actividad de construcción, especialmente en el distrito de Glis.
Ya en la Edad Media, la Saltina se inundaba periódicamente, lo que provocaba repetidas inundaciones devastadoras. La Saltina se desbordó por última vez en 1993, cuando las enormes cantidades de agua se acumularon en el Puente Saltina e inundaron el centro de la ciudad hasta la estación de tren. La ropa de cama se amontonaba en la estación hasta 3 m de altura. El problema se solucionó en 1997 con la puesta en marcha de un puente levadizo. El sistema demostró su eficacia durante la inundación de 2000.

## Política
Desde la fusión de 1973, el consejo municipal ha estado compuesto por once miembros. El número de asientos se tomó del antiguo municipio de Brig. Tras las elecciones al consejo municipal de 2004, el consejo municipal se redujo a siete miembros. Se elige según proporción. Después de las elecciones del 18 de octubre de 2020, los siguientes partidos están representados en el consejo municipal: CSPO (1 escaño), CVP (2 escaños) , FDP (1 escaño), SP /Verdes/Independencia (1 asiento) y SVP/Free Voters (2 asientos).
En las elecciones parlamentarias suizas de 2019, la proporción de votantes en Brig-Glis fue: CVP (incluido CSPO) 44,5%, SVP 32,8%, SP 10,0%, Verdes 6,8%, FDP 3,9% , glp 1,8%.

## Transporte
Ferrocarril
Cuenta con una estación ferroviaria donde parten numerosos trenes con destinos nacionales e internacionales. Por la estación pasan las siguientes líneas ferroviarias:
- Línea ferroviaria BLS Berna - Túnel de Lötschberg - Brig
- Línea ferroviaria SBB-CFF-FFS Lausana - Brig - Domodossola - Milán
- Línea ferroviaria MGB Zermatt - Brig - Andermatt - Sankt-Moritz

Autobuses
- Línea de autobús Domodossola, Saas-Fee, Naters, Visp y Gondo.

Carreteras
- Autopista A9 (E25), salida 29 Sierre-Est (en construcción)

## Población
| Desarrollo de la población | Desarrollo de la población | Desarrollo de la población | Desarrollo de la población | Desarrollo de la población | Desarrollo de la población | Desarrollo de la población | Desarrollo de la población |
| -------------------------- | -------------------------- | -------------------------- | -------------------------- | -------------------------- | -------------------------- | -------------------------- | -------------------------- |
| Año                        | 1980                       | 1990                       | 2000                       | 2010                       | 2012                       | 2014                       | 2016                       |
| Residentes                 | 9608                       | 10602                      | 11590                      | 12467                      | 12728                      | 12935                      | 13158                      |

## Presidentes de la ciudad
Desde las elecciones municipales de 1972:
| Término de oficina | Apellido         | Partido político |
| ------------------ | ---------------- | ---------------- |
| 1973-1984          | Werner Perrig    | CVP              |
| 1984-1995          | Rolf Escher      | CVP              |
| 1996-2000          | Pedro Planche    | PDF              |
| 2001-2012          | Viola Amherd     | CVP              |
| 2013-2020          | origen de luis   | –                |
| 2021–              | Mathias Bellwald | PDF              |

## Economía
Brig-Glis es el centro de la parte de habla alemana del Alto Valais. El entonces pueblo de Brig recibió este papel a través de la construcción del Túnel de Simplon, que fue inaugurado en 1906 como conexión a la red ferroviaria europea. Brig se convirtió así en un punto de cristalización para las empresas de servicios, desde el transporte de mercancías a principios del siglo XX hasta la "estación de tren virtual" de los SBB en el actual Brig-Glis, un centro de llamadas desde el que se informa se pueden proporcionar y boletos emitidos en todo el mundo a través de canales de comunicación electrónica.
Alrededor del 80% de la población trabaja en el sector servicios. La industria consta de una sola empresa más grande, la Société Suisse des Explosifs(SSE) con sede en Gamsen, una antigua fábrica de explosivos que ahora es una empresa química diversificada.
- EWBN-Grouppe, producción de energía eléctrica.

## Cultura y lugares de interés
Las instalaciones importantes son el teatro del sótano, el arsenal cultural, la sala de caballeros en Stockalperschloss y la Grünwaldsaal en Mediathek Valais. Los eventos también se organizan regularmente en el Simplon Hall (centro de conferencias).

### Meias
- Rhone Zeitung RZ

### Curiosidades
- Castillo de Stockalper construido entre 1658 y 1678.
- Iglesia del Colegio del Espíritu Santo, construida entre 1675 y 1685.
- Calle Capilla Ermita de Antonio, construida en 1304 y transformada.
- Iglesia de Ursulines Santa-Trinidad, erigida en 1732.
- Capilla de San Esteban, construida en 1636.
- Iglesia Parissiake del Sacré-Cœur, construida entre 1967 y 1970.

### Educación
Colegio Espíritu Santo
Universidad César Ritz
Universidad a Distancia
Alta Escuela Especializada a Distancia
Alta Escuela Pedagógica del Valais

## Ciudades Hermanas

### Domodossola
En 2006, ambas ciudades honraron el centenario del que fuera el túnel ferroviario más largo del mundo. Para ello se constituyó una comisión organizadora con el patrocinio de los dos ayuntamientos, que acompañó la celebración con diversas actividades. Uno de ellos es el hermanamiento de ciudades de Brig-Glis y Domodossola, que permite que una antigua conexión florezca de nuevo. Hoy en día, un Simplonpass que está abierto todo el año y la conexión de trenes a través del Simplontunnel aseguran el tráfico transfronterizo.

### Langenthal
Desde el verano de 2001, ha habido un hermanamiento de la ciudad con la ciudad de Langenthal en Bernese Oberaargau. Aunque Langenthal, a diferencia de Brig-Glis, es una ciudad industrial, existen una serie de similitudes: por un lado, ambas forman un centro regional y, por otro lado, el agua juega un papel importante en ambas ciudades. Ambas ciudades también tienen una notable tradición de carnaval.

### San Jerónimo Norte
Desde 1858 muchas personas del Alto Valais emigraron a Argentina, donde se les asignaron tierras de cultivo en la provincia de Santa Fe. A partir de aquí se desarrolló la colonia San Jerónimo Norte con 7500 habitantes, en su mayoría descendientes de inmigrantes del Alto Valais. Nunca perdieron por completo la conexión con su antigua patria y el idioma alemán. Desde 1991, los contactos se han intensificado a través de visitas mutuas hasta que se firmó una asociación con el municipio de Brig-Glis en 2015. Además, tres de las primeras cinco familias que emigraron a la Argentina eran de Brig y alrededores. Durante su visita, la delegación del ayuntamiento trajo a Argentina una réplica de la estatua medieval de la Virgen de la iglesia de Gliser, que pretende simbolizar el vínculo a través del Atlántico. Un año después, en 2016, un equipo del FC Brig-Glis participó en un torneo interamericano en San Jerónimo Norte con el fin de mantener la sociedad a nivel deportivo.

## Personalidades

### Hijos e hijas de la iglesia
- Hans Loretan (1920-2008), escultor
- Paul Schmidhalter (1931-2005), político, presidente del Consejo Nacional
- Iwar Werlen (* 1947), lingüista y profesor universitario
- Peter Bodenmann (nacido en 1952), político y hombre de negocios
- Viola Amherd (* 1962), política (CVP), 2000-2012 Presidenta Brig-Glis, 2005-2018 Consejera Nacional, desde 2019 Consejera Federal
- Silvan Zurbriggen (nacido en 1981), corredor de esquí
- Nicolas Eyer (nacido en 1986), escritor
- Sandro Theler (* 2000), futbolista
- Uros Vasic (nacido en 2001), futbolista

### Personas relacionadas con Brig-Glis
- Josef Escher (1885-1954), político y consejero federal enterrado en Glis
- Hieronymus Lochmatter (1916-1993), vivió y murió en Brig-Glis, director de orquesta y compositor
- Josef Zimmermann (1939–2018), Matura en el College Spiritus Sanctus Brig, clérigo católico
- Aldo Zenhäusern (1951-2012), fallecido en Brig-Glis, jugador nacional de hockey sobre hielo
- Esther Waeber-Kalbermatten (* 1952), Matura en el Kollegium Spiritus Sanctus Brig, político, Consejero de Estado del Cantón de Valais
- Kurt Marti (* 1960), vive y trabaja en Brig-Glis, periodista

## Ciudades hermanadas
- Langenthal.
- Domodossola.
- San Jerónimo Norte.